# 이호근 (1915년)
이호근(李浩根, 1915년 11월 20일~1966년 4월 24일)은 대한민국의 정치인이다. 제2대 국회의원을 지냈다.

## 약력
- 니혼 대학 문과 졸업
- 대한광복청년단 예천군 지부장
- 대한청년단 예천군 단장

## 역대 선거 결과
|  | 37.59% |

|  | 14.62% |

|  | 6.93% |

|  | 32.7% |

|  | 29.82% |

## 참고 자료
- 이호근 - 대한민국헌정회

| 전임 조준영 | 제8대 경상북도지사 1960년 10월 7일 ~ 1961년 5월 23일 | 후임 박경원 |